# 孔頭鯡
孔頭鯡為輻鰭魚綱鲱形目鲱科的其中一種，分布於南美洲巴西里約熱內盧至阿根廷的淡水流域，棲息深度可達50公尺，體長可達6.7公分，棲息在溪流、潟湖，生活習性不明。

## 擴展閱讀
維基物種上的相關：孔頭鯡